# Motorsportsanlægget Lilballe
Motorsportsanlægget Lilballe er Kolding Kommunes største anlæg for motorsport og ligger i bydelen Lilballe, hvor en del af industriområde Nord 3 længst ude mod Sønderjyske Motorvej er udlagt til støjende idræt i kommuneplanen.
Søholmbanen er en 925 m lang folkeracebane, hvor faciliteterne drives af Kolding Kommune og hovedsageligt benyttes af Kolding Automobil Club til bl.a. crosscart, folkerace og rally.
Endvidere er der et omfattende motocrossbaneanlæg, der drives af Kolding Motocross Klub og benyttes til ugentlig træning og afholdelse af diverse arrangementer og turneringer. Herunder er der en microbane for de yngste kørere.
De tilknyttede foreninger har også klubhus på anlægget.